# Château de Vieille-Cour (Mauves-sur-Loire)
Le château de Vieille-Cour est un château situé sur la commune de Mauves-sur-Loire dans le département de la Loire-Atlantique.

## Historique
Le château et parc sont classés sites naturels en 1942.